# イアン・A・アンダーソン
イアン・A・アンダーソン（Ian A Anderson、1947年7月26日 - ）は、イギリス、イングランド・サマセット・ウェストン＝スーパー＝メア出身のミュージシャン、フォーク・ギター奏者、編集者、音楽ライター。
ロックバンド「ジェスロ・タル」のリーダーを務めるイアン・アンダーソンとは別人。

## 経歴
1960年代にフォーク・ミュージシャンとして活動を開始、1970年頃から音楽ライターを兼業しインディペンデント・レーベルの共同主宰者や英国放送協会の民謡音楽番組のTVパーソナリティを務めている。現在は自身の音楽活動と雑誌編集人などマスメディア活動を通して現代フォーク音楽とブリテン諸島各地の踊りと民謡にフォークロアなどを紹介解説するTV番組等に出演、そのほかに地方開催の音楽会に携わり地道な音楽振興に尽力している。
1950年代スキッフルとその副次作用的バンド結成ブーム時代から音楽活動を開始、アメリカン・フォークに興味を広げ、（イギリスの）フォーク・リバイバル・ブームの一つにあったブルース・ギター奏法を会得している。スタッフボランティアとアマチュア歌手両方で市民音楽祭などに関わり、1965年頃に音楽仲間が多いブリストルに移った。アル・ジョーンズ（Al Jones英語版）とエリオット・ジャクソン（Elliott Jackson）、マイク・クーパー（Mike Cooper英語版）らと共演し、ときにはクーパーとデュオでステージ立った。このうちトリオ編成アンダーソン・ジョーンズ・ジャクソン（Anderson Jones Jackson）はジャグのノエル・シェルドン（Noel Sheldon）を伴って1966年グロスタシャーのローカル・レーベル、セイディスク（Saydisc Records）で録音、楽曲「ロージー (Louise)」など全5曲のEP盤として発売された。
演奏活動の合間には文章の投稿活動を開始、持ち込んだ原稿は『メロディ・メイカー』誌などに採用され、フォーク関連の解説や寸評を書き下ろすきっかけを掴んだ。1967年にはセイディスクから全4曲のEP盤『Cottonfield Blues』を発売、駆け出し執筆業との両立からロンドンと往復し、この時期には音楽を超えた交流関係を築いている。1969年、イギリスで当時流行のように続々と登場したアメリカ産ブルースを取上げるバンドの一つとして、グループ編成イアン・アンダーソンズ・ブルース・バンド（Ian Anderson's Country Blues Band）を組み、EMI傘下のリバティ・レコードからアルバム『Stereo Death Breakdown』を発売した。
1968年から1970年にかけて、アンダーソンはセイディスクからソロLP盤、マイク･クーパーとのスプリットLP盤をフォンタナ・レコードから発表している。1969年12月にはジョン･ターナー（John Turner）との合名でブリストルとその活動場所、ブリストル・トルバドール・クラブ（Bristol Troubadour Club）のローカル・レーベルとしてヴィレッジ・シング・レコード（Village Thing Record）を発足させた。ヴィレッジ・シング・レコードは配給をフォーク系レーベルのトランスアトランティック・レコード（Transatlantic Records）に委託し全国流通に乗せて発売していた。地元の小売レコード店を兼ねる既存レーベルの営業力等の限界から新設した自主制作レーベルとして、ロンドン市内の大手レーベルとは契約条件未満以下の扱いか、ローカル活動を理由にレーベル契約へ気後れしていたブリストルのフォーク・ミュージシャン達を中心にその作品を次々と発表した。ブリストルの地方色を特徴にしたレーベルは4年間の短命に終わったが、発売したアルバム25枚にはイアン・A・アンダーソンのソロ作や著名なウィズ・ジョーンズ（Wizz Jones）などがあり、フレッド・ウェドロック（Fred Wedlock）らの楽曲が全英のフォーク・チャートで小ヒットを記録している。
1973年にヴィレッジ・シング・レコードは休業。その後、マギー・ホーランド（Maggie Holland）とホット・ヴァルチャーズ（Hot Vultures）を組み、従来のソロ活動に加えセッション･プロジェクトの呼びかけ人を務めている。
1979年には音楽雑誌『fルーツ（fRoots）』の新発刊に編集主宰として携わり、現在（2017年）にいたる。執筆編集業を中心据えた1980年代以降は自身のソロ演奏活動自体は鈍化している。フォーク音楽の振興活動から英国放送協会制作で1982年にBBC2から放映された『The Not The Finger In The Ear Show』といった各地に伝承されるダンスと音楽を紹介する番組にパーソナリティとして出演している。

## ディスコグラフィ

### アルバム
- The Inverted World (1968年、Saydisc)
- Stereo Death Breakdown (1969年、Liberty) ※Ian Anderson's Country Blues Band名義
- Book Of Changes (1970年、Fontana) ※with マイク・クーパー
- Royal York Crescent (1970年、The Village Thing)
- A Vulture Is Not A Bird You Can Trust (1971年、The Village Thing)
- Singer Sleeps On as Blaze Rages (1972年、The Village Thing)
- Carrion On (1975年、EMI Bestseller/Red Rag) ※with マギー・ホランド。Hot Vultures名義
- The East Street Shakes (1977年、Red Rag)
- Up The Line (1979年、Plant Life)
- No Rules (1982年、Dingles) ※The English Country Blues Band名義
- Home and Deranged (1983年、Rogue)
- The Continuous Preaching Blues (1984年、Appaloosa) ※with マイク・クーパー
- Stubble (2008年、Fledg'ling) ※Blue Blokes 3名義
- Ankle (2013年、Ghosts From The Basement) ※The False Beards名義

### EP
- Anderson Jones Jackson (1966年、Saydisc)
- Almost The Country Blues! (1967年、Saydisc) ※with エリオット・ジャクソン
- Salt of The Earth (Song Of Praise) (1988年、Rogue) ※Orchestre Super Moth名義
- The World At Sixes And Sevens (1989年、Rogue) ※Orchestre Super Moth名義

### タイガー・モス（Tiger Moth）
- Tiger Moth (1984年、Rogue)
- Howling Moth (1988年、Rogue)

## 文献
- ブリティッシュ・ロック大名鑑　監修赤岩和美石井俊夫 ブロンズ社1978年10月20日発行 p44 A⑧段 項目「イアン・A・アンダーソン」著名者木下明俊